# Marco Schneider
Marco Schneider (28 maggio 2001) è un giocatore di football americano austriaco, di ruolo wide receiver.
Gioca fin dagli esordi nei Tirol Raiders, con i quali ha vinto 2 titoli nazionali, 1 CEFL Bowl e un ECTC. Ha seguito i Raiders nel passaggio alla lega semiprofessionistica ELF.
Con la nazionale Under-19 ha vinto un titolo europeo.